# بی‌بنزیل
بی‌بنزیل (به انگلیسی: Bibenzyl) یک ترکیب شیمیایی با شناسه پاب‌کم ۷۶۴۷ است. شکل ظاهری این ترکیب، بلورهای جامد است.